# Колония Новый Южный Уэльс
Колония Новый Южный Уэльс (англ. Colony of New South Wales) — самоуправляющаяся колония Великобритании, существовавшая в период с 1788 по 1901 год, в будущем — штат Новый Южный Уэльс в составе Австралийского Содружества.

## История

### Формирование
18 января 1788 года, Первый флот под командованием Артура Филлипа достиг Австралии, объявив территорию коронной землёй Великобританией, а самого себя — 1-м губернатором колонии. Изначально планировалось провести высадку на территории Ботани-Бэй кораблём HMS Supply, однако, сочтя эту территорию неподходящий, высадка была совершена на территории Порт-Джексона, Сиднейской бухты в ночь на 25 января 1788 года, основав там лагерь Сидней с целью формирования исправительной колонии. Уже 26 числа был установлен флагшток и поднят «Юнион Джек». Когда все корабли достигли нового лагеря — 7 февраля 1788 года была зачитана прокламация о Новом Южном Уэльсе, однако статус колонии был окончательно оформлен только в августе 1824 года — до этого колония юридически считалась исправительной колонией, а статус губернаторства и колонии не был чем-то официальным.

### Разделы Нового Южного Уэльса

#### Земли Ван-Димена
В начале 1825 года губернатором колонии был официально назначен генерал-майор Ральф Дарлинг, который в этот же день, при посещении Хобарта, 3 декабря, провозгласил о формировании колонии Земля Ван-Димена.

#### Провинция Южная Австралия
В 1834 году британский парламент принял Акт о Южной Австралии 1834 года, сформировавший провинцию Южная Австралия.

#### Колония Новая Зеландия
16 ноября 1840 года, согласно постановлению британского правительства, была сформирована коронная территория Колония Новая Зеландия.

#### Колония Виктория
1 июля 1851 года был издан приказ о первых выборах в Законодательное собрание Виктории, которая провозгласила формирование отдельной колонии Виктория.

#### Колония Квинсленд
В том же году было проведено общественное заседание по вопросам об отделении Квинсленда от Нового Южного Уэльса, благодаря чему королева Виктория в 1859 году одобрила данный вопрос, сформировав отдельную колонию, которая сразу же стала самоуправляющейся.